# Военный кубок Футбольной лиги
Военный кубок Футбольной лиги (англ. Football League War Cup) — соревнование, проводившееся Футбольной ассоциацией Англии в период между 1939 и 1945 годом, которое было направлено на заполнение свободного игрового времени во время Второй мировой войны, появившегося за счет отмены проведения чемпионата и розыгрыша Кубка Англии.

## История
К концу 1930-х годов проведение соревнования становится невозможным, из-за начала Второй мировой войны с Германией. 1 сентября 1939 года происходит вторжение Германии в Польшу и Невилл Чемберлен объявляет войну нацистской Германии.
Вскоре после объявления войны, большинство соревнований были отменены, так как внимание страны было обращено к военным действиям. Более 780 игроков ушли воевать, и в результате многие лучшие команды Англии были истощены — например, из «Ливерпуля» ушли на войну 76 игроков, из «Вулверхэмптон Уондерерс» — 91, а «Хаддерсфилд Таун», «Лестер Сити» и «Чарльтон Атлетик» покинули более 60 игроков. Из-за этого многие команды направили отзывы игроков, из розыгрыша экстрапредварительного раунда Кубка Англии, в результате чего кубок отменили. Военный кубок Футбольной лиги был проведен в период между 1939 и 1945 годом, которое было направлено на заполнение свободного игрового времени во время войны.
В мае 1945 года Германия капитулировала после самоубийства Адольфа Гитлера. В 1945 году Военный кубок Футбольной лиги был отменён и восстановлен Кубок Англии с новой структурой проведения турнира, были введены домашние и ответные встречи, дополнительное время и пенальти, а также переигровки.

## Победители

### Северные финалы
| Сезон   | Победитель       | Финалист          |
| ------- | ---------------- | ----------------- |
| 1942/43 | Блэкпул          | Шеффилд Уэнсдей   |
| 1943/44 | Астон Вилла      | Блэкпул           |
| 1944/45 | Болтон Уондерерс | Манчестер Юнайтед |

### Южные финалы
| Сезон   | Победитель       | Финалист         |
| ------- | ---------------- | ---------------- |
| 1942/43 | Арсенал          | Чарльтон Атлетик |
| 1943/44 | Чарльтон Атлетик | Челси            |
| 1944/45 | Челси            | Миллуолл         |

### Финалы
| Сезон   | Победитель                     | Финалист        |
| ------- | ------------------------------ | --------------- |
| 1939/40 | Вест Хэм Юнайтед               | Блэкберн Роверс |
| 1940/41 | Престон Норт Энд               | Арсенал         |
| 1941/42 | Вулверхэмптон Уондерерс        | Сандерленд      |
| 1942/43 | Блэкпул                        | Арсенал         |
| 1943/44 | Чарльтон Атлетик и Астон Вилла |                 |
| 1944/45 | Болтон Уондерерс               | Челси           |

## Финалы

### Сезон 1939/40
| 8 июня 1940 Финал | Вест Хэм Юнайтед | 1:0     | Блэкберн Роверс | Уэмбли, Лондон   |
|                   | Смолл            | (отчёт) |                 | Зрителей: 42,399 |

137 игр (включая переигровки) были сыграны, чтобы команды добрались до первого финала Военного кубка Футбольной лиги. Эти матчи были проведены всего за 9 недель. Несмотря на опасения, что Лондон будет бомбить немецкая авиация, болельщики шли тысячами чтобы наблюдать за игрой на «Уэмбли», несмотря на очевидную опасность бомбардировок.

### Сезон 1940/41
| 31 мая 1941 Финал | Престон Норт Энд | 1:1     | Арсенал | Уэмбли, Лондон   |
|                   | Макларен         | (отчёт) | Комптон | Зрителей: 60,000 |

| июнь 1941 Переигровка | Престон Норт Энд | 2:1     | Арсенал           | Ивуд Парк, Блэкберн |
|                       | Битти ?, ?       | (отчёт) | Геллимор ? (авт.) | Зрителей: 45,000    |

За девять месяцев до финала, столица страны была подвергнута Лондонскому блицу. Эта угроза не остановила 60.000 человек в надежде понаблюдать за игрой.
«Престон Норт Энд» победил «Бери», «Болтон Уондерерс», «Транмир Роверс» (12:1), «Манчестер Сити» и «Ньюкасл Юнайтед» (2:0), чтобы выйти в финал. Эндрю Макларен забил девять голов в турнире, в том числе пять мячей за «Престон Норт Энд» в ворота «Транмир Роверс», в результате чего счёт стал 12:1. Но благодаря игроку «Арсенала» Фрэнку Геллимору в конце, счёт стал ничейным, это был первый финал турнира который нуждался в переигровке.
Переигровка была перемещена с «Уэмбли» на «Ивуд Парк», в Блэкберн. Победа «Престон Норт Энд» означала, что они завершили сезон, выиграв дубль, к Военному кубку Футбольной лиги добавилась победа в Северной Региональной Лиге.

### Сезон 1941/42
| Финал, 1-я игра | Сандерленд                | 2:2     | Вулверхэмптон Уондерерс | Рокер Парк, Сандерленд |
|                 | Картер 54′ · Стаббинс 77′ | (отчёт) | Уэсткотт 11′, 87′       | Зрителей: 34,776       |

| Финал, 2-я игра | Вулверхэмптон Уондерерс                  | 4:1     | Сандерленд | Молинью, Вулвергемптон |
|                 | Уэсткотт 35′ · Брум 51′ · Роули 59′, 70′ | (отчёт) | Картер 58′ | Зрителей: 43,038       |

Третий сезон турнира в 1942 году окончательно перешёл на двухматчевую встречу, матчи проводились дома и на выезде. Это был единственный раз в истории турнира, что финал был проведён таким образом.
Эрик Робинсон из «Вулверхэмптон Уондерерс» трагически умер вскоре после того как команда выиграла турнир, во время военных учений.

### Сезон 1942/43
| Северный финал, 1-я игра | Блэкпул | 2:2     | Шеффилд Уэнсдей | Блумфилд Роуд, Блэкпул |
|                          |         | (отчёт) |                 | Зрителей: 28,000       |

| Северный финал, 2-я игра | Шеффилд Уэнсдей | 1:2     | Блэкпул | Хиллсборо, Шеффилд |
|                          |                 | (отчёт) |         | Зрителей: 42,657.  |

| Южный финал | Арсенал | 7:1     | Чарльтон Атлетик | Уэмбли, Лондон   |
|             |         | (отчёт) |                  | Зрителей: 75,000 |

| Финал | Арсенал | 2:4     | Блэкпул | Стэмфорд Бридж, Лондон |
|       |         | (отчёт) |         | Зрителей: 55,195       |

В последние три сезона, турнир был разделен на Северный и Южный отделы, победители каждого отдела встречались в финале на стадионе «Стэмфорд Бридж», чтобы выявить победителя. Команда-победитель Северного отдела была определена по результатам двух матчей, дома и на выезде, в то время как команда-победитель Южного отдела определялась в единственном финале проводимом на «Уэмбли».
«Арсенал» во второй раз вышел в финал, он станет единственным клубом, который вышел в финал дважды, но так и не выиграв этот кубок. Это финал также примечателен тем, что оба клуба-финалиста выиграли свои соответствующие военные лиги.

### Сезон 1943/44
| Северный финал, 1-я игра | Блэкпул | 2:1     | Астон Вилла | Блумфилд Роуд, Блэкпул |
|                          |         | (отчёт) |             | Зрителей: 28,000       |

| Северный финал, 2-я игра | Астон Вилла | 4:2     | Блэкпул | Вилла Парк, Бирмингем |
|                          |             | (отчёт) |         | Зрителей: 38,540      |

| Южный финал | Чарльтон Атлетик | 3:1     | Челси | Уэмбли, Лондон   |
|             |                  | (отчёт) |       | Зрителей: 85,000 |

| Финал | Чарльтон Атлетик | 1:1     | Астон Вилла | Стэмфорд Бридж, Лондон |
|       |                  | (отчёт) |             | Зрителей: 38,540       |

Финальная игра закончилась со счётом 1:1, но из-за транспортных ограничений и угроз бомбардировок, переигровка была отменена. Победа в сезоне 1943/44 была поделена между «Чарльтон Атлетик» и «Астон Виллой», это событие случилось впервые и больше не повторилось.

### Сезон 1944/45
| Северный финал, 1-я игра | Болтон Уондерерс | 1:0     | Манчестер Юнайтед | Бернден Парк, Болтон |
|                          |                  | (отчёт) |                   | Зрителей: 40,000     |

| Северный финал, 2-я игра | Манчестер Юнайтед | 2:2     | Болтон Уондерерс | Мейн Роуд, Манчестер |
|                          |                   | (отчёт) |                  | Зрителей: 40,000     |

| Южный финал | Челси | 2:0     | Миллуолл | Уэмбли, Лондон   |
|             |       | (отчёт) |          | Зрителей: 90,000 |

| Финал | Челси | 1:2     | Болтон Уондерерс | Стэмфорд Бридж, Лондон |
|       |       | (отчёт) |                  | Зрителей: 35,000       |